# Acraea obscuroides
Acraea obscuroides är en fjärilsart som beskrevs av Le Doux 1923. Acraea obscuroides ingår i släktet Acraea och familjen praktfjärilar. Inga underarter finns listade i Catalogue of Life.